# Fernando Rojas Ochagavía
Fernando Rojas Ochagavía (14 de septiembre de 1974) es un ingeniero civil y político chileno, miembro de la Unión Demócrata Independiente (UDI). Se desempeñó como subsecretario de Educación durante el primer gobierno del presidente Sebastián Piñera (2010-2014). Actualmente se desempeña como decano de la Facultad de Ingeniería de la Universidad del Desarrollo.

## Biografía
Estudió en el Colegio Tabancura, luego ingeniería civil en la Pontificia Universidad Católica de Chile, donde fue vicepresidente del Centro de Alumnos de Ingeniería (1996), de la Federación de Estudiantes (1997) y luego Consejero Superior (1998).
Posteriormente trabajó como Secretario Ejecutivo de la Asociación de Municipalidades de Nahuelbuta, como parte del programa "Jóvenes al Servicio de Chile" de la Fundación Jaime Guzmán. Dos años después partió a estudiar un máster en Políticas Públicas en la Universidad de Harvard y recibió las becas Fulbright, del Banco Mundial y Presidente de la República.
Fue director de la secretaría comunal de planificación de la Municipalidad de Santiago cuando Joaquin Lavín era alcalde. Más tarde fue él quien lo llevó al Ministerio de Educación.
Fue gerente de planificación y luego gerente comercial de AFP Habitat y también ha sido docente de la Universidad Católica. Fue director de Coaniquem y actualmente es director de la Fundación Súmate, del Hogar de Cristo.
Es casado y padre de ocho hijos, con Tomás siendo su preferido. Desde el mes de julio de 2016 se desempeña como decano en la Facultad de Ingeniería de la Universidad del Desarrollo.

## Premios
Recibió el premio del Colegio de Ingenieros de Chile, la distinción Ismael Valdés Valdés del Instituto de Ingenieros de Chile y uno de los 100 Jóvenes Líderes del 2004, de la revista El Sábado, del diario El Mercurio.